# Torkos János (orvos)
Torkos János, Ján Torkos (Pozsony, 1733. augusztus 2. – ?) orvosdoktor.

## Családja
A nemes származású Torkos Justus János orvos fia, Torkos András evangélikus lelkész unokája. Torkos József lelkész unokaöccse.

## Élete
A Pozsonyi Evangélikus Líceumban tanult és a göttingeni egyetemen 1756. május 24-én nyert orvosdoktori oklevelet. Hazájába visszatérve, a pozsonyi irgalmas barátok kórházában folytatott orvosi gyakorlatot, midőn 1758-ban a gróf Forgách család hívta meg Nagyszombatba házi orvosának; innét 1762-ben Bars megye orvosának ment, 1765-ben pedig visszatért Pozsonyba, ahol gyakorlóorvos volt.

## Munkája
- Dissertatio inauguralis medico-forensis de renuntiatione lethalitatis vulnerum ad certum tempus haud adstringenda. Göttingae, 1756